# Robert III. de Dreux (Beu)

Wappen der Herren von Beu aus der Familie der Grafen von Dreux

Robert (III.) de Dreux, Seigneur de Beu (* wohl 1288; † 1351) war ein französischer Adliger und Hofbeamter aus einer Nebenlinie der Grafen von Dreux des kapetingischen Königshauses.
Er war Seigneur de Beu, de La Chapelle-Gautier, de Longueville, de Quincy-en-Tardenois, de Dravegny, de Villauquier, de Verdilly, de Charly et de Jumetz.

## Leben
Robert III. war der älteste Sohn von Robert II. de Dreux, Seigneur de Beu, und Jeanne (Yolande) de Vendôme.
Mit dem Tod seines Vaters 1306 wurde er Seigneur de Beu et de La Chapelle-Gautier. 1326 wurde er durch Schenkung seines Vetters, des Grafen Robert V. von Dreux Seigneur de Longueville, de Quincy-en-Tardenois, de Dravegny, de Villauquier, de Verdilly, et de Charly (die Schenkung wurde im Februar 1326 von König Karl IV. bestätigt), 1344 Seigneur de Juhez.
1331 war er einer der Testamentsvollstrecker des Grafen Jean III. de Dreux, 1347 des Königs Philipp VI. 1339 wurde er zum Souverain Maître d’Hôtel de la Reine de France, Johanna von Burgund, ernannt, 1344 zum Souverain Maître d’Hôtel du Roi.
Mit dem Tod seines Vetters Pierre, Comte de Dreux, am 3. November 1345 wurde er Oberhaupt der Linie Dreux der königlichen Familie.

## Ehe und Familie
Er heiratete in erster Ehe 1315 Béatrix de Courlandon (* um 1290; † vor 1325), Tochter von NN, Seigneur de Courlandon, Archidiakon der Kirche von Paris. Aus dieser Ehe hatte er vier Kinder:
- Isabelle (* um 1316; † vor 12. Mai 1341), ⚭ um 1327 Pierre Trousseau, Chevalier, Seigneur de Launoy-Trousseau, de Véretz et de Chasteaux, Kammerherr des Grafen von Valois und später des Königs Philipp VI. († Paris vor 12. Mai 1341, wohl 1340)
- Robert IV. (* wohl 1317; † 1366), Seigneur de Beu, de Bagneaux, de La Chapelle-Gautier, d’Amboile etc.; ⚭ um 1338 Isabeau/Isabelle des Barres (+ nach 1356), Tochter von Jean II. des Barres, Chevalier, Seigneur de Chaumont-sur-Yonne, Marschall von Frankreich, und Hélisant de Chaumont
- Béatrix (* wohl 1319; † 1356), bestattet in der Abtei Chaloché; ⚭ (Ehevertrag Mai 1339) Thibaut IV. de Mathefelon, Baron de Mathefelon et de Durtal etc., französischer Kammerherr und Rat, bestattet in der Abtei Chaloché
- Marguerite de Dreux (* wohl 1320; † 12. Mai 1349), wohl 1341 Äbtissin von Le Lys

In zweiter Ehe heiratete er zwischen 1325 und dem 19. November 1328 Isabeau/Isabelle, Dame de Sacquenville, Witwe von Pierre de Léon. Das Kind aus dieser Ehe war:
- Jeanne (* wohl 1326; † 1358), Dame de Sacquenville et de Garnay, bestattet in der Chapelle de Serrant der Abteikirche von Saint-Georges-sur-Loire; ⚭ (1) Jean III. de Brie, Seigneur de Serrant († 30. September 1356 nach der Schlacht bei Poitiers (19. September 1356), bestattet im Jakobinerkloster in Poitiers; ⚭ (2) nach 1356 Drouin de Trainel, Seigneur de Voisines

In dritter Ehe heiratete er nach dem 26. August 1346 Agnès de Thianges, Dame de Valéry († 1354/70), Tochter von Érard de Thianges, Sire de Vallery et de Thianges, Gouverneur des Nivernais. Aus dieser dritten Ehe hatte er zwei Kinder:
- Robert VI. (* wohl 1348; † wohl 1396), 1351 Seigneur de Villiers, 1368 Seigneur de Beu (verkauft 1392), Erster Kammerherr von Ludwig II., Herzog von Anjou und Titularkönig von Sizilien, Herzog von Anjou, 1391/92 Kapitän von Tarent; ⚭ um 1370 Yolande de Trie († 1428), bestattet in der Abtei Gomer-Fontaine (Haus Trie)
- Marguerite (* wohl 1350; † wohl 1400), um 1370 Dame de Bagneaux et de La Chapelle-Gautier; ⚭ vor 1379 Roger de Hellenvilliers, Chevalier, Seigneur d’Avrilly et de Bagneaux († vor 1399)

Agnès de Thianges starb nach 1354; sie heiratete in zweiter Ehe Gilles de Soyécourt, Seigneur de Mouy en Beauvaisis.